# Lindsay Sullivan
Lindsay Sullivan (* 1978) ist ein kanadisches Model und eine Schauspielerin.

## Leben
Seit ihrer Jugendzeit ist Sullivan als Model tätig und trat anfangs überwiegend in Werbespots in Erscheinung. Aufgrund verschiedener Tätigkeiten als Model, kam sie viel in der Welt herum und spricht neben Englisch und Französisch auch Deutsch, Italienisch und Spanisch.
Seit 2006 ist sie als Filmschauspielerin zu sehen und übernahm in einigen B-Movies Hauptrollen. So spielte sie beispielsweise 2016 im Tierhorrorfilm Planet of the Sharks eine der Hauptrollen. Ein Jahr später folgte eine Nebenrolle in The Pirates of Somalia. 2019 übernahm sie eine Rolle in dem Monsterfilm Monster Island – Kampf der Giganten.

## Filmografie
- 2006: City of Love (Kurzfilm)
- 2012: Obamama (Yes We Can) (Fernsehfilm)
- 2012: Second Circle (Kurzfilm)
- 2014: Shark Week: Shark of Darkness – Wrath of Submarine
- 2016: Sonskyn Beperk
- 2016: Planet of the Sharks (Fernsehfilm)
- 2017: The Pirates of Somalia
- 2019: Monster Island – Kampf der Giganten (Monster Island)